# Crossomys moncktoni
Crossomys moncktoni — новогвінейський гризун, частина групи Hydromys підродини пацюків і мишей Старого Світу (Murinae). Це єдиний вид в роду Crossomys. Цей вид, ймовірно, найбільш близький до Baiyankamys. Це один із найбільш пристосованих до водних умов гризунів у світі. Поки що він спостерігався лише у високогір’ях центральної та східної Нової Гвінеї (Індонезія, Папуа Нова Гвінея), але також може зустрічатися на заході острова. Живе вздовж гірських потоків на висотах від 600 до 3000 метрів. На берегах річок риє нори, де ночує. Вдень полює на пуголовків, черв'яків і водяних комах.

## Морфологічна характеристика
Довжина голови й тулуба становить від 18 до 20 сантиметрів, плюс хвіст від 21 до 26 сантиметрів. Вага самиці становить 165 грамів. Зверху хутро сіро-коричневе, знизу біле. Хвіст має щетинистий гребінь на нижній стороні, унікальну особливість серед гризунів, яка дуже схожа на хвіст водяної землерийки. Судячи з усього, цей пристрій підтримує гребну функцію хвоста. Крім того, цей вид має водонепроникне хутро, збільшені задні лапи з перетинками та менші очі та вуха. 